# S.O.S. (Too Bad)
S.O.S. (Too Bad) è un singolo del gruppo rock statunitense Aerosmith, pubblicato nel 1974 ed estratto dal loro secondo album Get Your Wings.
Il brano è stato scritto da Steven Tyler.

## Tracce
- 7"

1. S.O.S. (Too Bad)
2. Lord of the Thighs